# Thích Minh Châu
Hòa thượng Thích Minh Châu (1918–2012) là một tu sĩ Phật giáo người Việt Nam. Là một tăng sĩ thâm niên trong hàng giáo phẩm, Sư từng giữ nhiều chức vụ quan trọng trong các tổ chức Giáo hội Phật giáo Việt Nam Thống nhất và Giáo hội Phật giáo Việt Nam; từng giữ chức viện trưởng Viện nghiên cứu Phật học Việt Nam, Hiệu trưởng trường Cao cấp Phật học Việt Nam, Phó chủ tịch kiêm Tổng thư ký Giáo hội Phật giáo Việt Nam, Trưởng ban Phật giáo quốc tế, Phó chủ tịch Hội Phật giáo châu Á vì Hòa bình (ABCP) và là Chủ tịch Trung tâm ABCP Việt Nam. Sư còn là một học giả và là một dịch giả với nhiều công trình phiên dịch kinh Tạng Pàli sang tiếng Việt.

## Thân thế
Hòa thượng thế danh là Đinh Văn Nam, sinh ngày 20 tháng 10 năm 1918 (Mậu Ngọ) tại làng Kim Thành, phủ Điện Bàn, tỉnh Quảng Nam; là con thứ tư trong gia đình có 11 người con. Dòng tộc Đinh Văn Nam có truyền thống khoa bảng. Cha là Đinh Văn Chấp, người làng Kim Khê, xã Nghi Long, huyện Nghi Lộc, tỉnh Nghệ An, từng đỗ Hoàng giáp khoa Quý Sửu 1913, niên hiệu Duy Tân thứ 7, khi mới 21 tuổi. Mẹ là bà Lê Thị Đạt. Ông nội là Tiến sĩ Đinh Văn Chất, một văn thân yêu nước, thủ lĩnh phong trào Cần Vương tại Nghệ An. Kị nội là Đinh Văn Phác, đậu Đệ tam giáp Tiến sĩ khoa thi đầu Triều Nguyễn (1822).
Chịu ảnh hưởng từ gia phụ, nên rất chăm học và trí tuệ phát triển sớm. Năm 1939, thi đỗ bằng Cao đẳng Tiểu học Đông Dương, năm 1940 đỗ Tú tài Toàn phần tại trường Khải Định (nay là trường Quốc Học – Huế) và cùng thời gian này, được bổ làm Thư ký tòa Khâm sứ, tỉnh Thừa Thiên (năm 22 tuổi). Ông cùng em là GS.Minh Chi đến tham gia với phong trào học Phật từ năm 1936 do Bác sĩ Lê Đình Thám tổ chức (Hội An Nam Phật học) đảm nhiệm chức Chánh Thư ký của Hội ông là hạt nhân nòng cốt phát động phong trào thanh niên tham gia nghiên cứu đạo Phật và là một trong những người sáng lập Đoàn Phật học Đức dục và Gia đình Phật hóa phổ (tên cũ của Tổ chức Gia đình Phật tử Việt Nam GĐPT sau này).
Ông xuất gia năm 1946 với Hòa thượng Thích Tịnh Khiết tại chùa Tường Vân (Huế). Từ năm 1952 đến năm 1961, ông du học và đậu thủ khoa Tiến sĩ Phật học với luận án "So sánh Tạng Pàli Trung Bộ Kinh với Tạng Hán A Hàm" (The Chinese Madhyama Agama and the Pàli Majjhima Nikàya – A Comparative Study) tại Đại học Phật giáo Nalanda (Ấn Độ).
Từ năm 1964 đến năm 1975, ông về lại Việt Nam giữ chức vụ viện trưởng Viện Đại học Vạn Hạnh, chuyên lo sự nghiệp giáo dục và dịch Kinh Tạng Pali.
Năm 1976, ông thành lập Viện Phật học Vạn Hạnh. Năm 1979, ông tham gia vận động thống nhất và thành lập Giáo hội Phật giáo Việt Nam. Năm 1981, ông làm hiệu trưởng Trường Cao cấp Phật học Việt Nam, cơ sở I tại Hà Nội. Năm 1984, ông mở Trường Cao cấp Phật học Việt Nam, cơ sở II tại Thành phố Hồ Chí Minh. Năm 1989, ông thành lập và làm viện Trưởng Viện Nghiên cứu Phật học Việt Nam và Hội đồng Phiên dịch Đại Tạng Kinh Việt Nam.
Hòa thượng viên tịch lúc 9 giờ 5 phút ngày 16 tháng 7 năm Nhâm Thìn (tức 1 tháng 9 năm 2012), thọ 95 tuổi. Lễ tang của hòa thượng được tổ chức ở Thiền viện Vạn Hạnh, Thành phố Hồ Chí Minh.

## Tác phẩm
Tính đến nay có trên 30 tác phẩm do Hòa thượng Thích Minh Châu dịch và biên soạn, các tác phẩm và dịch phẩm chính gồm có:

### Những dịch phẩm, Kinh Tạng Pàli
- Kinh Trung Bộ
- Kinh Tăng Chi Bộ
- Kinh Tương Ưng Bộ
- Kinh Trường Bộ
- Kinh Tiểu Bộ:
a. Kinh Pháp Cú
b. Kinh Phật Tự Thuyết
c. Kinh Phật Thuyết Như Vậy
d. Kinh Tập
e. Trưởng Lão Tăng Kệ
f. Trưởng Lão Ni Kệ
g. Bổn Sanh (2 tập)

### Dịch từ Abhidhamma
- Thắng Pháp Tập Yếu Luận (Abhidhamma Atthasangaha)

### Biên soạn
- Phật Pháp (đồng tác giả)
- Đường về xứ Phật (đồng tác giả)
- Những ngày và những lời dạy cuối cùng của Đức Phật
- Đại Thừa và sự liên hệ với Tiểu Thừa
- Sách dạy Pàli (3 tập)
- Chữ hiếu trong Đạo Phật
- Hành Thiền
- Lịch sử Đức Phật Thích Ca
- Hãy tự mình thắp đuốc lên mà đi
- Chánh Pháp và hạnh phúc

#### Bằng tiếng Anh
- H'suan T'sang, The Pilgrim and Scholar (Huyền Trang, Nhà Chiêm bái và Học giả – NS Thích Nữ Trí Hải dịch Việt)
- Fa–Hsien, the Unassuming Pilgrim (Pháp Hiển, Nhà Chiêm bái khiêm tốn – NS Thích Nữ Trí Hải dịch Việt)
- Milindapanha and Nàgasenabhikhusùtra – A Comparative Study
- The Chinese Madhyama Àgama and the Pàli Mahjjhima Nikàya – A Comparative Study (Luận án Tiến sĩ Phật học)
- Some Teachings of Lord Buddha on Peace Harmony and Humandignity